# Calcio ai XVI Giochi panamericani - Torneo maschile

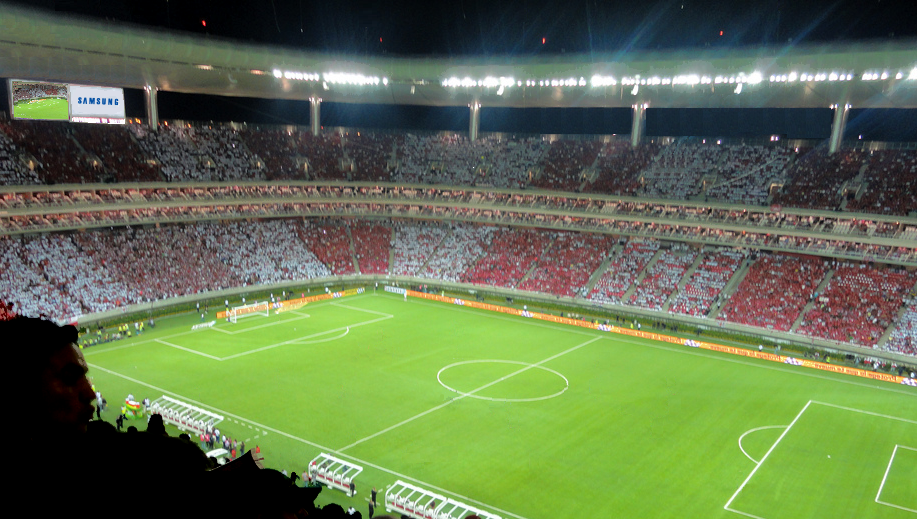
Lo stadio Omnilife visto dall'interno

La sedicesima edizione del torneo di calcio ai Giochi panamericani si svolge a Zapopan, nei pressi di Guadalajara, in Messico, dal 19 al 28 ottobre 2011. Le Nazionali partecipanti sono otto, le prime quattro classificate del Campionato sudamericano di calcio Under-17 2011 e le prime quattro del Campionato nordamericano di calcio Under-20 2011. I giocatori delle squadre partecipanti devono essere nati dopo il 1º gennaio 1989
Il Guatemala è stato escluso dal comitato olimpico locale per il non rispetto del protocollo, Honduras e Panama che nel campionato erano finite dietro il Guatemala hanno declinato l'invito a partecipare, il posto del Guatemala è stato preso così da Trinidad e Tobago.

## Partecipanti
| CONCACAF                                  | CONMEBOL                          |
| ----------------------------------------- | --------------------------------- |
| Messico Costa Rica Cuba Trinidad e Tobago | Argentina Brasile Ecuador Uruguay |

## Prima fase

### Girone A
| Squadra           | P | G | V | N | S | GF | GS | DR |
| ----------------- | - | - | - | - | - | -- | -- | -- |
| Messico           | 7 | 3 | 2 | 1 | 0 | 8  | 4  | +4 |
| Uruguay           | 4 | 3 | 1 | 1 | 1 | 4  | 6  | -2 |
| Trinidad e Tobago | 3 | 3 | 0 | 3 | 0 | 3  | 3  | 0  |
| Ecuador           | 1 | 3 | 0 | 1 | 2 | 2  | 4  | -2 |

#### Risultati
| Arbitro: | Wilmar Roldán |

|          |           |                          |
| Congo 8’ | Marcatori | 25’ Peralta 80’ Enríquez |

| Arbitro: | Erik Andino |

|  |           |          |
|  | Marcatori | 4’ Puppo |

| Arbitro: | Omar Ponce |

|             |           |         |
| Peralta 30’ | Marcatori | 12’ Gay |

| Arbitro: | David Gantar |

|              |           |           |
| Quiñonez 17’ | Marcatori | 69’Casear |

| Arbitro: | Raúl Orosco |

|                                                 |           |                          |
| Amione 15’ 48’ Ponce 29’ Zavala 42’ Peralta 71’ | Marcatori | 51’ Prieto 57’ Rodríguez |

| Arbitro: | Marlon Mejia |

|           |           |               |
| Abero 17’ | Marcatori | 9’ Winchester |

### Girone B
| Squadra    | P | G | V | N | S | GF | GS | DR |
| ---------- | - | - | - | - | - | -- | -- | -- |
| Argentina  | 7 | 3 | 2 | 1 | 0 | 5  | 1  | +4 |
| Costa Rica | 6 | 3 | 2 | 0 | 1 | 4  | 4  | 0  |
| Brasile    | 2 | 3 | 0 | 2 | 1 | 2  | 4  | -2 |
| Cuba       | 1 | 3 | 0 | 1 | 2 | 0  | 2  | -2 |

#### Risultati
| Arbitro: | Ricardo Arellano |

|            |           |  |
| Blanco 55’ | Marcatori |  |

| Arbitro: | Omar Ponce |

|            |           |              |
| Araujo 74’ | Marcatori | 63’ Henrique |

| Arbitro: | David Gantar |

|  |           |                                         |
|  | Marcatori | 40’ Fragapane 60’ Pezzella 76’ Kruspzky |

| 21 ottobre , ore 17.00 | Brasile     | 0 – 0 referto | Cuba | Stadio Omnilife\| Arbitro: \| Raúl Orosco \| |
| Arbitro:               | Raúl Orosco |               |      |                                              |

| Arbitro: | Erick Andino |

|  |           |          |
|  | Marcatori | 79’ Laba |

| Arbitro: | Ricardo Arellano |

|              |           |                          |
| Henrique 30’ | Marcatori | 1’ Vega 20’ 43’ McDonald |

## Fase finale
|  | Semifinali | Semifinali | Semifinali |           |         | Finale 1º posto | Finale 1º posto | Finale 1º posto |  |
|  |            |            |            |           |         |                 |                 |                 |  |
|  | Messico    | Messico    | 3          |           |         |                 |                 |                 |  |
|  | Messico    | Messico    | 3          |           |         |                 |                 |                 |  |
|  | Costa Rica | Costa Rica | 0          |           |         |                 |                 |                 |  |
|  | Costa Rica | Costa Rica | 0          |           | Messico | Messico         | 1               |                 |  |
|  |            |            |            |           | Messico | Messico         | 1               |                 |  |
|  |            |            | Argentina  | Argentina | 0       |                 |                 |                 |  |
|  | Argentina  | Argentina  | Argentina  | Argentina | 0       | 1               |                 |                 |  |
|  | Argentina  | Argentina  |            |           |         | 1               |                 |                 |  |
|  | Uruguay    | Uruguay    | 0          |           |         | Finale 3º posto | Finale 3º posto | Finale 3º posto |  |
|  | Uruguay    | Uruguay    | 0          |           |         |                 |                 |                 |  |
|  |            |            |            |           |         |                 |                 |                 |  |
|  |            |            |            |           |         | Costa Rica      | Costa Rica      | 1               |  |
|  |            |            |            |           |         | Costa Rica      | Costa Rica      | 1               |  |
|  |            |            |            |           |         | Uruguay         | Uruguay         | 2               |  |

### Semifinali
| Arbitro: | Erick Andino |

|                     |           |  |
| Peralta 20’ 39’ 47’ | Marcatori |  |

| Arbitro: | Omar Ponce |

|             |           |  |
| Pezzella 9’ | Marcatori |  |

### Finale 3º-4º posto
| Arbitro: | Raúl Orosco |

|           |           |                               |
| Silva 48’ | Marcatori | 48’ Piriz 81’ McDonald (rig.) |

### Finale 1º-2º posto
| Arbitro: | Marlon Mejia |

|            |           |  |
| Amione 75’ | Marcatori |  |

## Podio
| 2º posto Argentina | Campione panamericano di calcio maschile Messico 4º titolo | 3º posto Uruguay |

## Marcatori
6 gol
- Oribe Peralta

2 gol
- Henrique Almeida
- Germán Pezzella
- Jerónimo Amione
- Jonathan McDonald